# 匈牙利龍屬
匈牙利龍屬（屬名：Hungarosaurus）是甲龍亞目結節龍科的一屬，化石發現於匈牙利西部包科尼山脈的Csehbánya組，地質年代為上白堊紀的桑托階。匈牙利龍是研究最為完全的白堊紀歐洲甲龍類。親緣分支分類法研究顯示匈牙利龍是結節龍科的基礎物種，但較同為歐洲甲龍類的厚甲龍衍化，比北美洲甲龍類原始，例如林木龍、蜥結龍、以及爪爪龍。匈牙利龍的身長估計為約4公尺，頭顱骨長度估計為32到36公分。如同所有結節龍科，匈牙利龍是草食性恐龍。自從19世紀開始，歐洲各地已經發現許多甲龍類化石，例如英格蘭、奧地利、羅馬尼亞西部、法國、以及西班牙北部。

## 正模標本
目前已經發現4個匈牙利龍的標本，都發現於匈牙利西部維斯普雷姆州Iharkút村附近的露天鐵鋁氧石礦坑，位於包科尼山脈附近。這個採石場屬於Csehbánya組（位於同樣為白堊紀的Halimba組之上），是泛濫平原與河相沉積層，包含大量砂質粘土層與沙岩層。匈牙利龍的正模標本（編號MTM Gyn/404）由450個骨頭所構成，包含前上頜骨、左額前骨、左淚骨、右眶後骨、顴骨、以及方顴骨、左額骨、翼狀骨、犛骨、右方骨、左方骨碎片、基枕骨、舌骨、一個不完整的右下頜、3節頸椎、6節背椎、10節尾椎、骨化肌腱碎片、3條頸部肋骨、13條背部肋骨、5個人字骨、左肩胛鳥喙骨、右肩胛骨、部分右掌骨、部分骨盆、以及超過100個皮內成骨（Osteoderms）。

## 相關脊椎化石
在Csehbánya組所發現的化石除了匈牙利龍以外，還包含硬骨魚、烏龜、蜥蜴、鱷魚、翼龍類、類似馳龍科的獸腳亞目、以及類似凹齒龍的鳥腳下目牙齒。

## 外部連結
- Hungarosaurus (with pictures)  （页面存档备份，存于）
- Dinosaurier-Web (in German)
- Hungarian Dinosaur Expedition (mostly in Hungarian)  （页面存档备份，存于）